# Taraxacum selenolobum
{{#ifeq:0|0|{{#if:Taraxacum selenolobum|{{#if:|[[]}}|[[]]}}}}
Taraxacum selenolobum — вид квіткових рослин родини айстрових (Asteraceae).

## Поширення
Ендемічна флора Ісландії.